# Бурангулово (Абзеліловський район)
Бурангу́лово (рос. Бурангулово, башк. Буранғол) — село у складі Абзеліловського району Башкортостану, Росія. Адміністративний центр Бурангуловської сільської ради.
Населення — 773 особи (2010; 742 в 2002).
Національний склад:
- башкири — 100%

## Відомі особистості
- Абушахманов Ахтям Ахатович (1948) — башкирський актор, режисер, народний артист Башкирії